# 湊町 (船橋市)
湊町（みなとちょう）は、千葉県船橋市の町名。現行行政地名は湊町一丁目から湊町三丁目。郵便番号は273-0011。

## 地理
船橋市沿岸部に位置し、国道14号、海老川、本海川に囲まれた地域である。北側で本町、南側で日の出、海老川を挟んだ東側で宮本、浜町、西側で南本町と隣接する。

## 歴史
- 1940年（昭和15年）1月1日：船橋市内の大字、小字の廃止により、船橋市九日市の南部をもって（旧）湊町一丁目～湊町四丁目が成立する。[4]
- 1965年（昭和40年）9月1日：住居表示の実施により、（旧）本町一丁目の南部、（旧）湊町一丁目～湊町三丁目の大部分、湊町四丁目の全部をもって、（新）湊町一丁目～湊町三丁目が成立する。（旧）湊町一丁目～湊町三丁目の残部は、国道14号北部にわずかに存在し、新旧の湊町が併存することとなる[5]。
- 1970年（昭和45年）3月1日：（旧）湊町一丁目～湊町三丁目の残部に住居表示が実施され、（新）本町二丁目、本町三丁目となり、（旧）湊町は消滅する[5]。これにより、国道14号より北側が本町、南側が湊町となる。

## 世帯数と人口
2019年（令和元年）9月1日現在の世帯数と人口は以下の通りである。
| 丁目       | 世帯数    | 人口    |
| ---------- | --------- | ------- |
| 湊町一丁目 | 943世帯   | 1,751人 |
| 湊町二丁目 | 2,147世帯 | 4,117人 |
| 湊町三丁目 | 1,140世帯 | 1,834人 |
| 計         | 4,230世帯 | 7,702人 |

## 小・中学校の学区
市立小・中学校に通う場合、学区は以下の通りとなる
| 丁目       | 番地      | 小学校             | 中学校             |
| ---------- | --------- | ------------------ | ------------------ |
| 湊町一丁目 | 全域      | 船橋市立湊町小学校 | 船橋市立湊中学校   |
| 湊町二丁目 | 1番～4番  | 船橋市立湊町小学校 | 船橋市立湊中学校   |
| 湊町二丁目 | 5番～7番  | 船橋市立船橋小学校 | 船橋市立船橋中学校 |
| 湊町二丁目 | 8番～16番 | 船橋市立湊町小学校 | 船橋市立湊中学校   |
| 湊町三丁目 | 全域      | 船橋市立湊町小学校 | 船橋市立湊中学校   |

## 交通
地内に駅は無いが、近くに京成電鉄本線京成船橋駅・、JR総武線・東武野田線船橋駅がある。また、国道14号（千葉街道）・京葉道路が通っている。最寄のICは京葉道路の船橋インターチェンジまたは花輪インターチェンジ。

## 施設
一丁目
- 船橋市立湊町小学校

二丁目
- 船橋市役所
  - 市役所本庁舎
  - 市役所分庁舎
  - 市役所分館
- 千葉県船橋合同庁舎
  - 市役所本庁舎分室
  - 船橋県税事務所
- ハローワーク船橋第一庁舎
- 船橋市消防局
- 船橋市中央消防署
- 玉川旅館

三丁目
- 船橋港
- 海老川水門